# Valeri Goshkoderya
Valeriy Goshkoderya (Kirovohrad, Ucrania, 1 de noviembre de 1959 - Donetsk, Ucrania, 13 de marzo de 2013) fue un futbolista ucraniano que jugaba como centrocampista.

## Biografía
Goshkoderya debutó a la edad de 19 años con el Zirka Kirovohrad, equipo en el que jugó durante dos temporadas. Posteriormente fue traspasado al F.C. Shajtar Donetsk durante un año, ya que tras una temporada fue cedido al FK SKA Rostov del Don, club donde jugó un total de 56 partidos en todas las competiciones. Posteriormente volvió al F.C. Shajtar Donetsk, permaneciendo seis temporadas, jugando un total de 163 partidos y marcando dos goles. Además, en 1983 ganó la Supercopa de la URSS. Posteriormente se fue al Stal Stalowa Wola, club donde permaneció medio año. Tras permanecer medio año libre, fue comprado por el Bałtyk Gdynia, jugando durante tres temporadas y 107 partidos. Tras rescindir su contrato, el FC Shakhtar Makiivka se hizo con los servicios del jugador durante una temporada, siendo el club en el que Goshkoderya se retiró en 1996.

## Muerte
Valeriy Goshkoderya falleció el 13 de marzo de 2013 a los 53 años de edad.

## Clubes
| Club                  | País    | Año         |
| --------------------- | ------- | ----------- |
| Zirka Kirovohrad      | Ucrania | 1978 - 1980 |
| F.C. Shajtar Donetsk  | Ucrania | 1981        |
| FK SKA Rostov del Don | Rusia   | 1982 - 1983 |
| F.C. Shajtar Donetsk  | Ucrania | 1984 - 1990 |
| Stal Stalowa Wola     | Polonia | 1991        |
| Bałtyk Gdynia         | Polonia | 1992 - 1995 |
| FC Shakhtar Makiivka  | Ucrania | 1995 - 1996 |

## Palmarés
- 1983: Supercopa de la URSS - F.C. Shajtar Donetsk